# Philippe Desmet
Philippe Desmet (* 29. November 1958 in Waregem) ist ein ehemaliger belgischer Fußballspieler.

## Karriere

### Verein
Desmet begann seine Profikarriere 1977 in seiner Heimatstadt beim KSV Waregem. Für diesen Klub bestritt er in neun Spielzeiten 233 Ligaspiele, in denen er 45 Tore erzielte. Die größten sportlichen Erfolge in dieser Zeit waren der Gewinn des belgischen Supercups 1982 und das Erreichen des Halbfinales im UEFA-Pokal 1985/86.
1986 wechselte Desmet in die französische Division 1 zum OSC Lille. Nach drei Jahren kehrte er nach Belgien zurück und spielte dort für KV Kortrijk, R. Charleroi SC und Eendracht Aalst, wo er 1992 seine Profikarriere beendete.

### Nationalmannschaft
Desmet bestritt 14 Länderspiele für die belgische Nationalmannschaft. Seinen einzigen Treffer erzielte er am 23. April 1986 beim belgischen 2:0-Sieg im Freundschaftsspiel gegen Bulgarien im Brüsseler Heysel-Stadion, als er das Tor zur 1:0-Führung schoss.
Bei der Fußball-Weltmeisterschaft 1986 in Mexiko stand Desmet im belgischen Aufgebot. Dort kam er in den Gruppenspielen gegen Mexiko und den Irak sowie im Halbfinalspiel gegen Argentinien zum Einsatz.

## Erfolge
KSV Waregem
- Belgischer Supercup: 1982